# Cuando todo está perdido
Cuando todo está perdido (título original en inglés, All is lost)
es una película de aventuras estadounidense de 2013, siendo el segundo largometraje dirigido por J. C. Chandor. Robert Redford es el único actor. La película, que apenas tiene 5 minutos de diálogo, fue llevada al Festival de Cannes de 2013 fuera de concurso y fue nominada al Óscar de Hollywood en 2014 en la categoría de efectos de sonido.

## Sinopsis
En aguas del Océano Índico, a 1700 millas náuticas del Estrecho de Malaca,  un contenedor semisumergido y a la deriva choca contra un velero oceánico navegando en solitario en altamar, el 'Virginia Jean', causando daños graves al casco casi por encima de la línea de flotación permitiendo una inundación parcial, dañando de paso el equipo de comunicaciones y otros artefactos, este incidente desencadena una serie de situaciones que agravan la navegación y expone a un futuro incierto al único navegante quien comanda el yate y tripula (Robert Redford). 
A pesar de que lleva una embarcación bien equipada, esta se enfrenta a una furiosa tormenta provocando situaciones límite de supervivencia que sobrepasan las capacidades de su único tripulante y lo obliga a tomar medidas de supervivencia.
Redford deberá hacer frente a su desesperada situación en una auténtica odisea de ingenio y voluntad de lucha contra los elementos, haciendo uso de sus recursos físicos y control emocional para asegurar su supervivencia, evitar su muerte en solitario en alta mar e intentar llegar a las rutas comerciales para alcanzar la salvación.

## La crítica
Cabe destacar que Redford es el único actor en este film y que en los 105 minutos que dura la cinta solo dice un par de frases completas.
En general, la película fue recibida con una apreciación notable por la crítica.

## Premios y nominaciones
| Premio                                       | Categoría                      | Destinatario                                                                      | Resultado |
| -------------------------------------------- | ------------------------------ | --------------------------------------------------------------------------------- | --------- |
| Premios Óscar                                | Mejor edición de sonido        | Steve Boeddeker y Richard Hymns                                                   | Nominados |
| Globos de Oro                                | Mejor banda sonora             | Alex Ebert                                                                        | Ganador   |
| Globos de Oro                                | Mejor actor - Drama            | Robert Redford                                                                    | Nominado  |
| Premios BAFTA                                | BAFTA al mejor sonido          | Richard Hymns, Steve Boeddeker, Brandon Proctor, Micah Bloomberg y Gillian Arthur | Nominados |
| Premios del Sindicato de Actores             | Mejor reparto de especialistas | Jake Lombard y Mark Norby                                                         | Nominados |
| Broadcast Film Critics Association Awards    | Mejor Actor                    | Robert Redford                                                                    | Nominado  |
| Chicago Film Critics Association Awards      | Mejor Actor                    | Robert Redford                                                                    | Nominado  |
| Deauville Film Festival                      | Mejor película                 |                                                                                   | Ganadora  |
| Gotham Awards                                | Mejor actor                    | Robert Redford                                                                    | Nominado  |
| Premios Independent Spirit                   | Mejor película                 |                                                                                   | Nominada  |
| Premios Independent Spirit                   | Mejor director                 | J.C. Chandor                                                                      | Nominado  |
| Premios Independent Spirit                   | Mejor actor                    | Robert Redford                                                                    | Nominado  |
| Premios Independent Spirit                   | Mejor fotografía               | Frank G. DeMarco                                                                  | Nominado  |
| New York Film Critics Circle Awards          | Mejor actor                    | Robert Redford                                                                    | Ganador   |
| National Society of Film Critics Awards, USA | Mejor actor                    | Robert Redford                                                                    | 3º lugar  |